# Jan Philipp Reemtsma
Pour les articles homonymes, voir Reemtsma.
Jan Philipp Reemtsma, né le 26 novembre 1952 à Bonn (Allemagne de l'Ouest), est un germaniste allemand, aussi mécène, dont les activités vont des études littéraires à l'analyse socio-scientifique de la violence.

## Biographie
En 1996, il a été victime d'un enlèvement. De 2012 à la fin de l'année 2015, il a été consul honoraire de la République de Slovénie pour Hambourg et le Schleswig-Holstein.
En 2018, il possédait 15 % des parts de la Berenberg Bank.